# Народный дом (Бухара)
Народный дом — памятник культурного наследия Узбекистана, расположенный в историческом центре Бухары. Включен в национальный перечень объектов недвижимого имущества материального и культурного наследия Узбекистана — находящихся под охраной государства.
«Народный дом» был построен в 1923 году по инициативе членов правительства Бухарской Народной Советской Республики. В 1925 году в его зале было провозглашено создание Узбекской ССР. Определённое время в здании действовал Бухарский театр. В 2010 году он был заброшен и в настоящее время находится в аварийном состоянии.